# Jérôme Fernandez
Jérôme Fernandez (Cenon, 7. ožujka 1977.), francuski rukometaš i reprezentativac. 
Fernandez je trenutno član njemački kluba THW Kiel. Klupsku karijeru je od 1985. do 2002. proveo u rodnoj Francuskoj, no 2002. prelazi u Barcelonu i nakon toga ostaje u Španjolskoj. 
Za reprezentaciju je debitirao u studenom 1997. protiv Češke. Danas ima 252 nastupa i 994 postignuta pogotka, a bio je i član momčadi koja je na OI u Pekingu 2008. osvojila zlatnu medalju. Trenutačno je najbolji strijelac Francuske reprezentacije u povijesti.